# Sphagnum sparsum
Sphagnum sparsum är en bladmossart som beskrevs av Georg Ernst Ludwig Hampe 1870. Sphagnum sparsum ingår i släktet vitmossor, och familjen Sphagnaceae. Inga underarter finns listade i Catalogue of Life.